# Font de la Bellesa
La font de la Bellesa és una escultura situada al districte de Sants-Montjuïc de Barcelona, a la plaça de Dante. Obra de Josep Llimona de 1925, va ser col·locada en el context de la urbanització de la muntanya de Montjuïc efectuada per a la celebració de l'Exposició Internacional de 1929. Aquesta obra està inscrita com a Bé Cultural d'Interès Local (BCIL) en l'Inventari del Patrimoni Cultural català amb el codi 08019/1756.

## Descripció

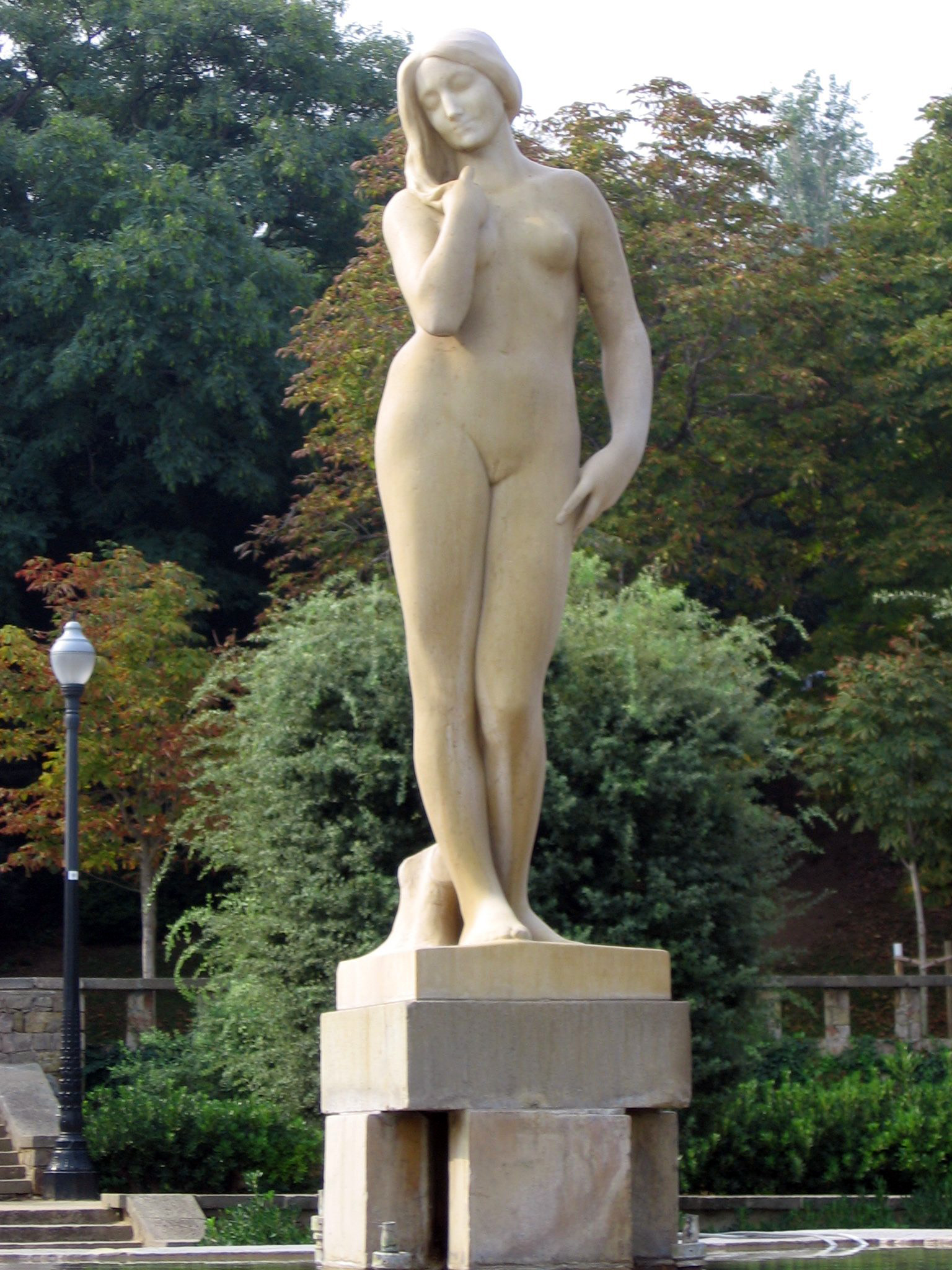
Detall de l'escultura.

Escultura en marbre que s'alça sobre un pedestal a la plaça Dante de l'avinguda Miramar a Montjuïc. Es tracta d'un dels exemples de La Bellesa que creà Josep Llimona i Bruguera. La plaça sobre la qual fou construïda és de forma circular, inclou en un primer nivell altres quatre fonts, també circulars i sobre aquestes, en un segon nivell, un altre receptacle amb els costats còncaus.
Sobre aquest últim, i damunt d'un pedestal, es troba l'escultura de la Bellesa, un nu femení realitzat en marbre blanc, que es troba envoltat de brolladors d'aigua. Es tracta d'un disseny de Llimona realitzat uns anys abans, del que va fer diverses versions. L'elegant figura de la jove es troba en contrapposto, amb el braç dret doblegat recolzant la mà en l'espatlla, sobre la qual reclina el cap. L'esveltesa de la figura suggereix una constitució més nòrdica que mediterrània, en una època en què aquesta última era el prototip estètic del corrent de moda, el noucentisme, com es denota en l'obra d'Aristide Maillol o Josep Clarà. Per això, malgrat la data de realització i l'habitual adscripció d'aquesta obra al noucentisme, l'execució de Llimona sembla inspirar-se més en el modernisme dels seus anys de joventut.